# United Abominations
| 전문가 평가      | 전문가 평가 |
| 평가 점수        | 평가 점수   |
| 출처             | 점수        |
| ---------------- | ----------- |
| AllMusic         | [ 5 ]       |
| Blabbermouth.net | 7.5/10      |
| IGN              | 8.5/10      |
| musicOMH         | [ 8 ]       |
| PopMatters       | 7/10        |
| Rolling Stone    | [ 10 ]      |
| Spin             | 4/10        |
| Sputnikmusic     | [ 12 ]      |
| Stylus Magazine  | D+          |

《United Abominations》은 미국의 스래시 메탈 밴드 메가데스의 열한 번째 스튜디오 음반이다. 2007년 5월 15일에 발매된 이 음반은 메가데스가 로드러너 레코드를 통해 처음으로 유통한 작품이며, 프론트맨 데이브 머스테인을 제외한 전원이 새로운 멤버로 구성되어 녹음되었다. 정규 멤버들에 의해 녹음된 음반으로는 《The World Needs a Hero》 (2001년) 이후 처음이며, 직전 스튜디오 음반인 《The System Has Failed》 (2004년)는 머스테인이 세션 음악가들과 함께 녹음한 작품이었다. 음반 홍보 투어 도중, 기타리스트 글렌 드로버는 개인적인 사유로 밴드를 탈퇴하였고, 크리스 브로더릭이 그의 자리를 대신하였다. 이에 따라 이 음반은 드로버가 참여한 유일한 메가데스 스튜디오 음반으로 남게 되었다.
《United Abominations》은 비평가들로부터 호평을 받았으며, 미국 빌보드 200 차트에서 8위로 데뷔하였다. 이는 1994년 음반 《Youthanasia》 이후 메가데스가 기록한 가장 높은 차트 순위였으며, 2013년 음반 《Super Collider》가 이를 넘어서기 전까지 유지되었다. 올뮤직의 그레그 프라토는 이 음반에서 메가데스가 "다시 태어난 듯한 사운드를 들려준다"고 평하였다. 이 음반의 가사는 정치와 세계 정세를 주제로 하며, 《IGN》의 에드 톰프슨은 이 음반을 메가데스의 가장 정치적인 작품이라고 평가하였다. 《United Abominations》은 《기타 월드》가 선정한 2007년 최고의 메탈 음반으로 뽑혔다. 또한 2007년 《버른!》 매거진 독자 투표에서는 최우수 음반 커버로 선정되었으며, 수록곡 〈Washington Is Next!〉는 '최우수 곡'으로 선정되었다.

## 배경
《United Abominations》의 발매에 앞서, 메가데스는 로드러너 레코드와 음반 계약을 체결하였다. 이 시기 밴드는 메가데스의 전 소속사인 캐피틀 레코드와 생츄어리 레코드와의 음악 저작권 문제로 어려움을 겪고 있었다. 이 음반은 2004년 음반 《The System Has Failed》 이후 처음으로 발표된 메가데스의 신보이며, 전작은 생츄어리를 통해 발매된 바 있다. 《The System Has Failed》 발매 후의 투어 도중, 프론트맨이자 기타리스트, 보컬리스트 데이브 머스테인은 밴드를 해체하고 솔로 활동을 할 것을 진지하게 고려하기도 했다. 그러나 아르헨티나 부에노스아이레스에서 열린 전석 매진 공연에서, 머스테인은 밴드의 지속을 선언하였다. 이 공연은 녹화되어 CD와 DVD로 《That One Night: Live in Buenos Aires》라는 제목으로 발매되었다.
메가데스는 머스테인을 제외한 새로운 정규 멤버들로 구성된 라인업을 선보였다. 새 멤버는 글렌 드로버 (기타), 제임스 로멘조 (베이스 기타), 숀 드로버 (드럼)로 구성되었다. 머스테인은 이들을 세션 뮤지션이 아닌 정식 멤버로 선택하였으며, 드로버 형제의 "형제 간 호흡"을 높이 평가했고, 로멘조에 대해서는 "전설적인 인물"이라고 언급했다.

## 커버 아트
이 음반의 모든 커버 아트는 디비언트아트에서 진행된 공모전을 통해 선정되었다. 참가자들은 메가데스의 마스코트인 빅 래틀헤드를 새롭게 디자인하는 과제를 받았으며, 이 마스코트는 거의 모든 메가데스 음반 커버에 등장한다. 데이브 머스테인은 상위 11명의 결선 진출작들 중에서 CD 부클릿에 수록할 작품들을 직접 선정하였다. 음반 커버는 2006년 8월에 공개되었으며, 유엔 본부가 불길에 휩싸여 비행 중인 유조통에 의해 파괴되는 장면이 묘사되어 있다. 전경에는 빅 래틀헤드와 "죽음의 천사"가 등장한다. CD 커버에 사용된 이미지는 공모전의 우승작은 아니었으나, 머스테인이 가장 선호한 작품으로 커버로 채택되었다. CD 부클릿에는 밴드의 사진이 전혀 포함되지 않았으며, 전체 디자인은 팬이 만든 커버 아트로만 구성되었다. 음반 커버는 구식 장비와 오래된 프로그램을 활용해 디지털 방식으로 제작되었으며, 제작자는 존 로렌지이다. 로렌지가 참가한 이번 공모전에는 치열한 경쟁이 있었는데, 예를 들어 에드 렙카와 휴 사임 같은 유명 아티스트들도 참가하였다.

## 곡 목록
모든 곡들은 특별한 언급이 없는 한 데이브 머스테인에 의해 작사/작곡하였다.
| #   | 제목                                                          | 작사·작곡             | 재생 시간 |
| --- | ------------------------------------------------------------- | --------------------- | --------- |
| 1.  | 〈Sleepwalker〉                                               |                       | 5:53      |
| 2.  | 〈Washington Is Next!〉                                       |                       | 5:19      |
| 3.  | 〈Never Walk Alone... A Call to Arms〉                        | 머스테인, 글렌 드로버 | 3:54      |
| 4.  | 〈United Abominations〉                                       |                       | 5:35      |
| 5.  | 〈Gears of War〉                                              |                       | 4:25      |
| 6.  | 〈Blessed Are the Dead〉                                      |                       | 4:02      |
| 7.  | 〈Play for Blood〉                                            |                       | 3:49      |
| 8.  | 〈À Tout le Monde (Set Me Free)〉 (Feat. 크리스티나 스카비아) |                       | 4:11      |
| 9.  | 〈Amerikhastan〉                                              |                       | 3:43      |
| 10. | 〈You're Dead〉                                               |                       | 3:18      |
| 11. | 〈Burnt Ice〉                                                 |                       | 3:47      |